# Ligne de Bessé-sur-Braye à Saint-Calais
La ligne de Bessé-sur-Braye à Saint-Calais est une courte ligne de chemin de fer régionale française à écartement standard et à voie unique du département de la Sarthe, en région Pays de la Loire, aujourd'hui fermée et déposée.
Elle constitue la ligne 507 000 du réseau ferré national.

## Histoire
Afin de contrer la Compagnie du chemin de fer d'Orléans à Rouen qui espérait raccorder différentes lignes bout à bout afin d'atteindre Tours et les lignes de Vendée, la Compagnie du chemin de fer de Paris à Orléans (PO) réussi à obtenir la concession de la ligne d'intérêt local entre Vendôme et Château-du-Loir avec son embranchement vers Saint-Calais. La convention est signée le 21 septembre 1872 et la ligne est déclarée d'utilité publique le 11 avril 1874. La ligne est donc mise en service le 31 mars 1879, en même temps que le tronçon entre Bessé-sur-Braye et Château-du-Loir, par le PO. La ligne est cependant exploitée à l'économie, la compagnie profitant même des installations de la compagnie du chemin de fer Mamers - Saint-Calais en gare de Saint-Calais.